# 圣依西多禄堂 (马德里)

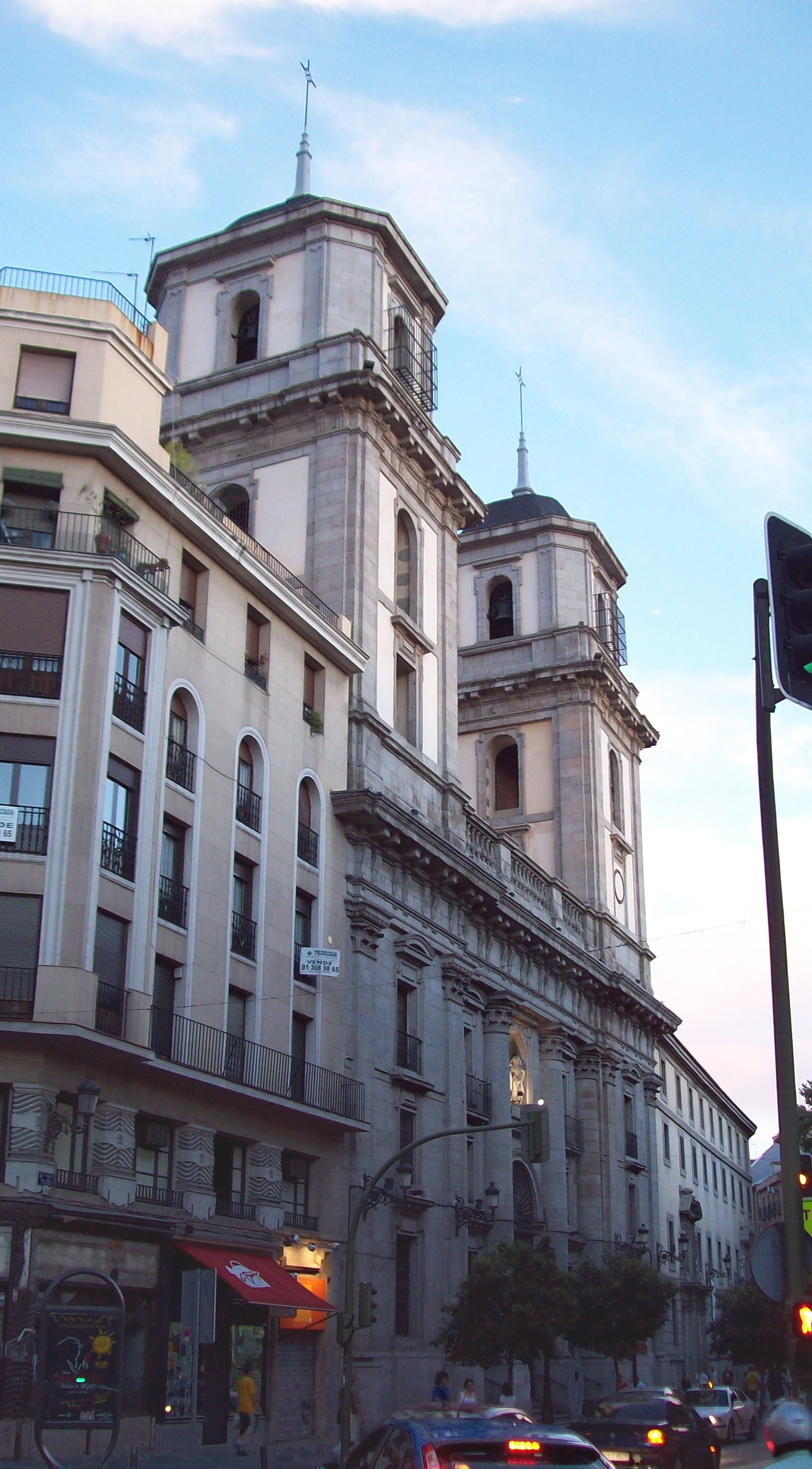
圣依西多禄堂

圣依西多禄堂（西班牙語：Colegiata de san Isidro el Real）是西班牙马德里市中心的一座巴洛克风格的教堂，得名于马德里的主保圣人、遗体保存于此的劳动者依西多禄。

## 历史
该堂由建筑师佩德罗. 桑切斯设计于1620年。1633年他去世后，工程由弗朗西斯科·包蒂斯塔继续，完成于1664年。
该堂取代了因建造皇家学院而被拆除的圣伯多禄圣保禄堂 (十六世纪)。神圣罗马帝国皇后奥地利的玛丽 (1528-1608)把她的财产遗赠给耶稣会，以便在被拆毁的教堂遗址上建一座新建筑。
该堂在竣工13年后，于1651年9月23日祝圣。期初该堂供奉的是最卓越的耶稣会会士之一和天主教传教会的主保圣人方济各·沙勿略。
1767年，随着耶稣会被取缔，该堂成为一个协同教会。两年后, 在1769年, 该堂改为供奉马德里的主保圣人圣依西多禄，圣徒的遗体也从圣安德肋堂的主教小堂迁来。
它的内部后来由著名建筑师罗德里格斯修复，设计了新的祭台，装饰丰富。
1885年天主教马德里总教区成立时, 该堂成为临时主教座堂。直到1993年阿穆德纳圣母主教座堂完工，才恢复为协同教堂。
1936年, 这座建筑在西班牙内战的初期就被被焚毁。大火摧毁了许多艺术品, 包括罗德里格斯的祭台画，以及卢卡的画作。大火也导致穹顶倒塌。
战后，该堂得到修复。修复进展缓慢，长达20余年，设法恢复原始的特征。